# Тельтов
Те́льтов (нем. Teltow) — город в Германии, в земле Бранденбург.
Входит в состав района Потсдам-Миттельмарк.  Занимает площадь 21,54 км². Официальный код — 12 0 69 616.
Город подразделяется на один городской район.

## Население
| Год  | Численность | Численность |
| ---- | ----------- | ----------- |
| 2010 | 22 538      | [ 1 ]       |
| 2015 | 25 483      | [ 2 ]       |
| 2017 | 25 761      | [ 3 ] [ 4 ] |
| 2020 | 27 097      | [ 5 ]       |
| 2021 | 27 371      | [ 6 ]       |
| 2022 | 27 697      | [ 7 ]       |
| 2023 | 27 880      | [ 8 ]       |

На песчаных почвах Тельтова произрастает знаменитый в Германии гастрономический специалитет берлинской и бранденбургской кухни — тельтовские репки, местный сорт турнепса (Brassica rapa subsp. rapa f. teltowiensis) с уникальным сладко-острым вкусом, напоминающим одновременно брюкву и редьку. Тельтовские репки добавляют в салаты и супы и готовят на гарнир в классическом рецепте тушенными в сливочном масле с карамелизированным сахаром.